# Johan Ohlsson (1824–1901)
Johan Ohlsson, född 21 juli 1824 i Dörby församling, Kalmar län, död där 14 augusti 1901, var en svensk hemmansägare och riksdagsman.
Ohlsson var hemmansägare i Bårstad i Dörby socken. I riksdagen var han ledamot av andra kammaren.